# Goupil-Othon
Goupil-Othon is een gemeente in het Franse departement Eure in de regio Normandië en maakt deel uit van het arrondissement Bernay. De gemeente telde 1.254 inwoners op 1 januari 2022.

## Geschiedenis
Goupil-Othon is op 1 januari 2018 ontstaan door de fusie van de gemeenten Goupillières en Le Tilleul-Othon.

## Geografie
De oppervlakte van Goupil-Othon bedraagt 14,8 vierkante kilometer; Op 1 januari 2022 was de bevolkingsdichtheid 84,7 inwoners per km².

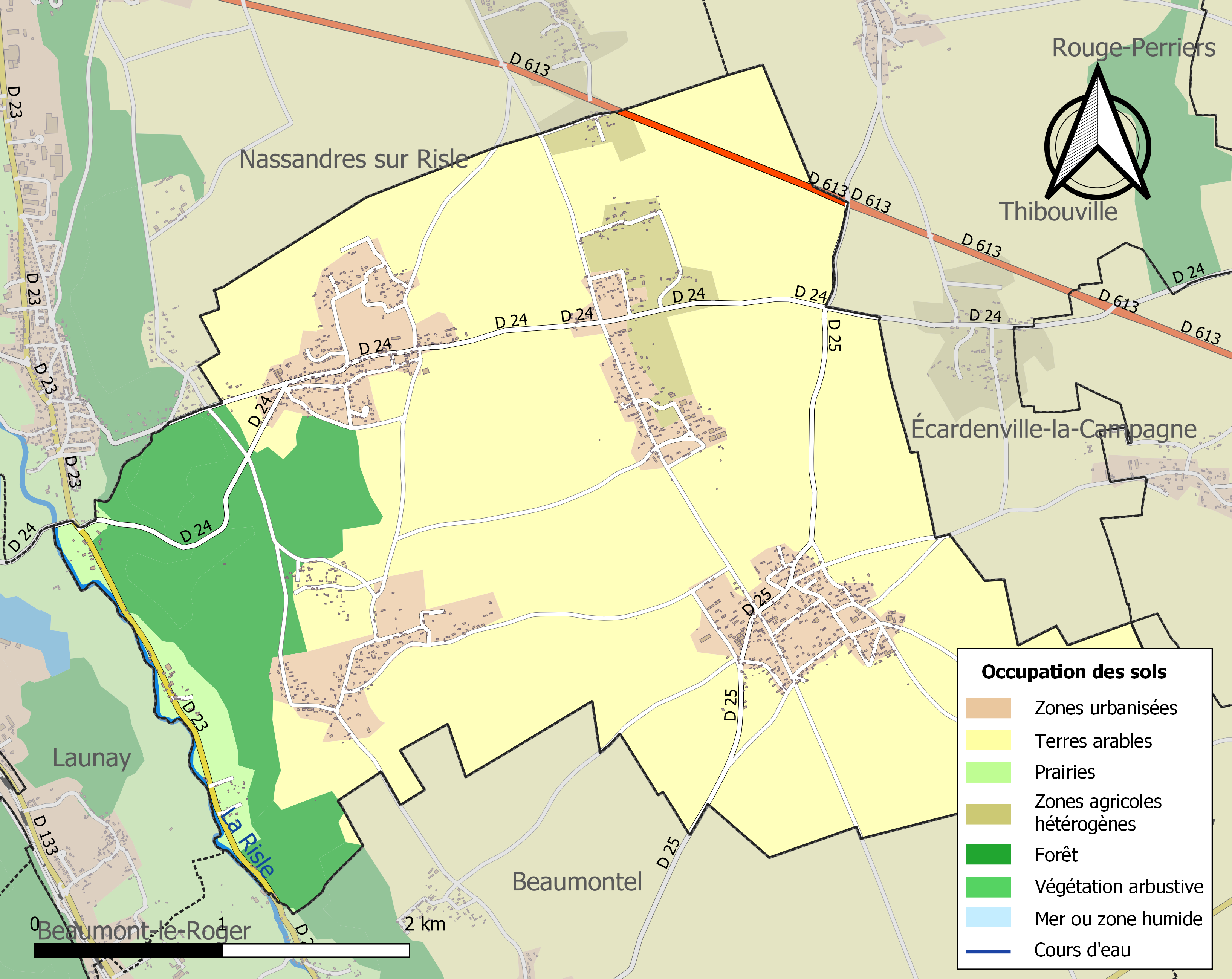
Kaart van de gemeente met belangrijkste infrastructuur, bodemgebruik en omliggende gemeenten

Aclou · Barc · Barquet · Beaumontel · Beaumont-le-Roger · Le Bec-Hellouin · Berthouville · Berville-la-Campagne · Boisney · Bosrobert · Bray · Brétigny · Brionne · Calleville · Combon · Écardenville-la-Campagne · Franqueville · Goupil-Othon · Grosley-sur-Risle · Harcourt · La Haye-de-Calleville · Hecmanville · La Houssaye · Launay · Livet-sur-Authou · Malleville-sur-le-Bec · Morsan · Nassandres sur Risle · La Neuville-du-Bosc · Neuville-sur-Authou · Notre-Dame-d'Épine · Le Plessis-Sainte-Opportune · Romilly-la-Puthenaye · Rouge-Perriers · Saint-Cyr-de-Salerne · Saint-Éloi-de-Fourques · Sainte-Opportune-du-Bosc · Saint-Paul-de-Fourques · Saint-Pierre-de-Salerne · Saint-Victor-d'Épine · Thibouville